# Distritos da Indonésia
Na Indonésia, um kecamatan ou distrito é uma subdivisão de uma regência (kabupaten) ou de uma cidade (kota). Um  distrito divide-se em kelurahan ou aldeia administrativa.
Na província de Papua, kecamatan são conhecidas como distrik sob a lei de 2001 sobre a "autonomia especial para a província de Papua". Por isso se justifica "distrito" como a tradução apropriada para "kecamatan".

## Listas dekecamatansubdistritos {nobold|[1]}}
- Subdistritos de Aceh
- Subdistritos de Bali
- Subdistritos das ilhas Bangka–Belitung
- Subdistritos de Banten
- Subdistritos de Central Java
- Subdistritos de Central Kalimantan
- Subdistritos de Central Sulawesi
- Subdistritos de East Java
- Subdistritos de East Kalimantan
- Subdistritos de East Nusa Tenggara
- Subdistritos de Gorontalo
- Subdistritos de Jakarta
- Subdistritos de Jambi
- Subdistritos de Lampung
- Subdistritos de Maluku
- Subdistritos de North Maluku
- Subdistritos de North Sulawesi
- Subdistritos de North Sumatra
- Subdistritos de Papua
- Subdistritos de Riau
- Subdistritos de the Riau Islands
- Subdistritos de South East Sulawesi
- Subdistritos de South Kalimantan
- Subdistritos de South Sulawesi
- Subdistritos de South Sumatra
- Subdistritos de West Java
- Subdistritos de West Nusa Tenggara
- Subdistritos de West Papua
- Subdistritos de West Sulawesi
- Subdistritos de West Sumatra